# هورشتدت
هورشتدت (به آلمانی: Horstedt) یک شهر در آلمان است که در Sottrum واقع شده‌است.
 هورشتدت  ۱٬۳۳۲ نفر جمعیت دارد.